# Howeara
× Howeara, (abreviado Hwra.) en el comerc io, es un híbrido intergenérico entre los géneros de orquídeas Leochilus, Oncidium y Rodriguezia (Lchs. x Onc. x Rdza.).
Los híbridos más conocidos son:
- Hwra. Mini-Primi = Rodricidium Primi x Leochilus oncidioides
- Hwra. Lava Burst = Hwra. Mini-Primi x Rodriguezia secunda
- Zka. Mary Eliza = Hwra. Mini-Primi x Zelenkoa onusta